# Usine Lancia Chivasso

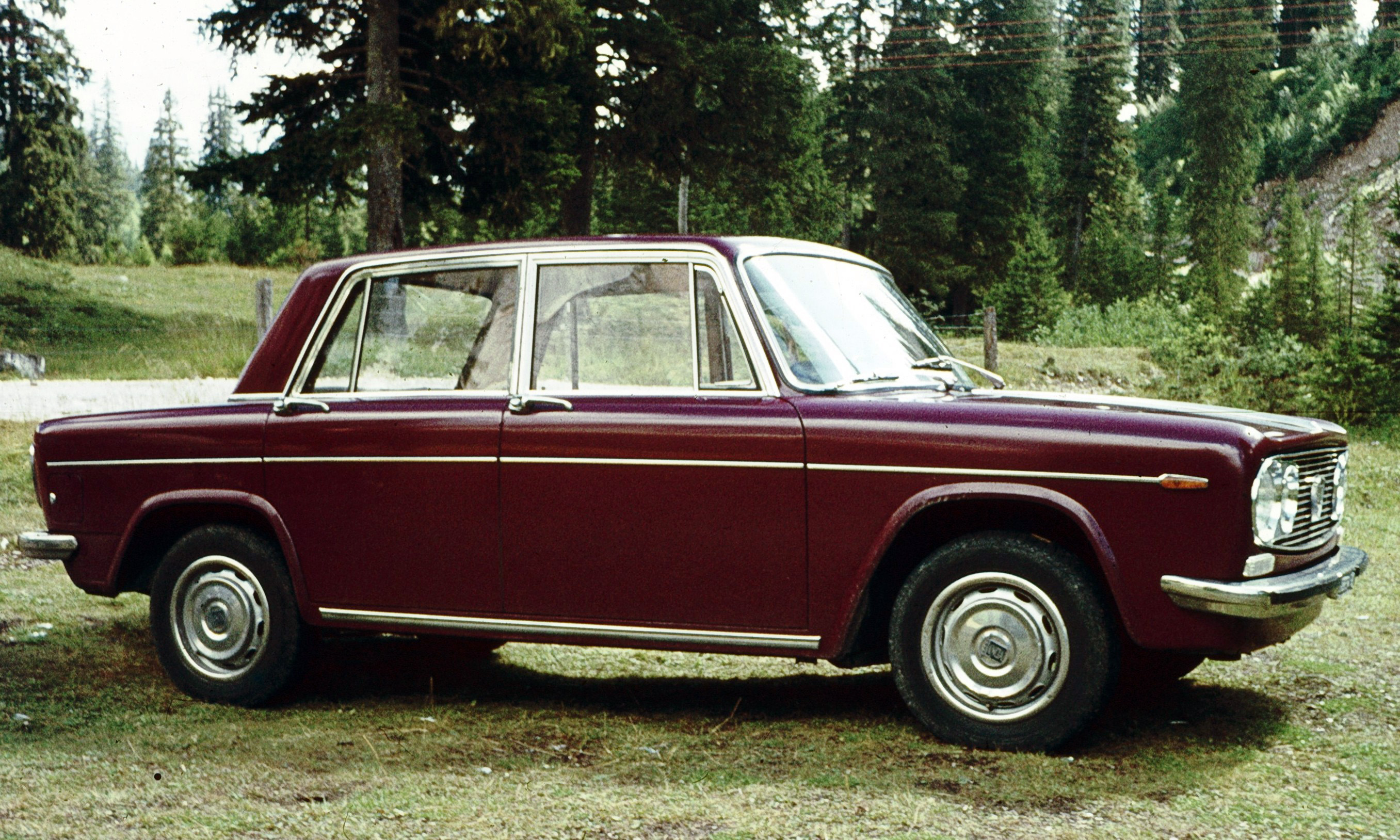
Une Lancia Fulvia.

L'Usine Lancia de Chivasso a été mise en service en 1963 et son activité de production d'automobiles du constructeur s'est terminée le 1er septembre 1993. Ce fut le site de production principal du constructeur automobile italien Lancia.

## Histoire
Inauguré en 1963, ce site industriel devait, dans un premier temps, soulager les sites existants mais saturés de Borgo San Paolo à Turin, et de Verrone dans la province de Biella. Le site de Bolzano, dans le Trentin, était spécialisé dans les véhicules industriels, camions et autobus.
Avec la transformation du système productif automobile de la fin du XXe siècle, le "just in time" avec l'avènement des fournisseurs sous-traitants extérieurs toujours plus nombreux et spécialisés, les capacités théoriques et réelles des unités de production des marques convergeaient inexorablement et les usines de petite taille devaient se convertir ou fermer. Ce fut le cas pour le site de Chivasso, après l'usine de Borgo San Paolo, au 1er septembre 1993. D'une capacité réelle de 100.000 véhicules par an, ce site n'était plus rentable au sein du groupe Fiat. La dernière gamme de voitures produites fut la Lancia Dedra dont la fabrication sera déplacée dans l'usine géante Fiat Mirafiori à Turin.
En 1994 Fiat restructure le site pour en faire un centre de distribution de pièces détachées et vend une partie des ateliers à la Carrozzeria Maggiora qui y installe une ligne d'assemblage de voitures construites en petite série et d'autres ateliers à des équipementiers automobiles.
La société Maggiora, après la crise des années 2001/02 cesse son activité en début d'année 2003. La dernière voiture assemblée à Chivasso seront les Fiat Barchetta et Lancia K Coupé.
Depuis 2003, le site appartient à un groupement économique "P.I.Chi." qui abrite plusieurs sociétés spécialisées dans le secteur automotive comme :
- un atelier temporaire Abarth, avant qu'il ne réintègre l'usine Fiat Mirafiori, en 2008,
- l'usine Dayco Belt, devenue Dytech, spécialisée dans la production de tuyauteries pour le transport des gaz réfrigérants, huiles pour les systèmes de transmission et de direction assistée,
- une des usines de production des systèmes d'alimentation GPL du groupe Landi Renzo,
- des entreprises spécialisées dans la transformation de véhicules pour les forces de l'ordre, les véhicules blindés pour la Polizia et les Carabiniers.

Ce site a été un des premiers en Europe à se doter d'un important parc de panneaux photovoltaïques.

## Liste des automobiles produites

### Modèles fabriqués par Lancia
- 1963 - 1970 Lancia Flavia
- 1963 - 1976 Lancia Fulvia
- 1972 - 1984 Lancia Beta
- 1976 - 1984 Lancia Gamma
- 1980 - 1994 Lancia Delta
- 1982 - 1989 Lancia Prisma
- 1989 - 1995 Lancia Dedra

### Modèles assemblés par Maggiora
- 1995 - 2002 Fiat Barchetta
- 1997 - 2001 Lancia K Coupé